# جون جوزيف برينان
جون جوزيف برينان (بالإنجليزية: John Joseph Brennan)‏ هو سياسي بريطاني (وحمل سابقاً جنسية المملكة المتحدة لبريطانيا العظمى وأيرلندا)، ولد في 1913، وتوفي في 1976. حزبياً، نشط في National Democratic Party (Northern Ireland) ‏. وقد انتخب عضو برلمان أيرلندا الشمالية.